# Европий
Европий е химичен елемент със символ Eu, атомен номер 63 и принадлежащ към групата на лантанидите. Той е кръстен на континента Европа.